# Leandro Pereira
Leandro Marcos Pereira (Araçatuba, 13 juli 1991) is een Braziliaans voetballer die bij voorkeur als aanvaller speelt. Hij tekende in december 2014 bij Palmeiras.

## Clubcarrière
Pereira begon zijn carrière bij Ferroviária, dat hem vervolgens uitleende aan Mogi Mirim. In 2013 trok de aanvaller naar Cianorte, dat hem uitleende aan Capivariano, ADRC Icasa, Portuguesa en Chapecoense. Bij Chapecoense maakte hij tien doelpunten in vierentwintig wedstrijden in de Braziliaanse Série A. Op 19 december 2014 zette Pereira zijn handtekening onder een vijfjarig contract bij Palmeiras. Op 17 juli 2015 maakte hij zijn competitiedebuut tegen Joinville. Op 28 juni 2015 maakte Pereira zijn eerste competitietreffer voor zijn nieuwe werkgever tegen São Paulo. In augustus 2015 tekende hij een driejarig contract bij Club Brugge, met een optie voor een vierde jaar.

## Statistieken
| Seizoen | Club                   | Land              | Competitie            | Competitie | Competitie | Beker | Beker | Internationaal | Internationaal | Totaal | Totaal |
| Seizoen | Club                   | Land              | Competitie            | Wed.       | Dlp.       | Wed.  | Dlp.  | Wed.           | Dlp.           | Wed.   | Dlp.   |
| ------- | ---------------------- | ----------------- | --------------------- | ---------- | ---------- | ----- | ----- | -------------- | -------------- | ------ | ------ |
| 2011    | Ferroviária            | Vlag van Brazilië | Campeonato Paulista   | 0          | 0          | 0     | 0     | 0              | 0              | 0      | 0      |
| 2012    | → Mogi Mirim EC        | Vlag van Brazilië | Série B               | 2          | 0          | 0     | 0     | 0              | 0              | 2      | 0      |
| 2013    | Cianorte FC            | Vlag van Brazilië | Campeonato Paranaense | 0          | 0          | 0     | 0     | 0              | 0              | 0      | 0      |
| 2013    | → Capivariano          | Vlag van Brazilië | Campeonato Paranaense | 18         | 3          | 0     | 0     | 0              | 0              | 18     | 3      |
| 2013    | → ADRC Icasa           | Vlag van Brazilië | Série B               | 18         | 4          | 0     | 0     | 0              | 0              | 18     | 4      |
| 2014    | → Portuguesa           | Vlag van Brazilië | Série C               | 0          | 0          | 0     | 0     | 0              | 0              | 0      | 0      |
| 2014    | → Chapecoense          | Vlag van Brazilië | Série B               | 24         | 10         | 0     | 0     | 0              | 0              | 24     | 10     |
| 2015    | Palmeiras              | Vlag van Brazilië | Série A               | 11         | 6          | 0     | 0     | 0              | 0              | 11     | 6      |
| 2015/16 | Club Brugge            | Vlag van België   | Eerste klasse         | 17         | 0          | 0     | 0     | 6              | 0              | 23     | 0      |
| 2016    | → Palmeiras            | Vlag van Brazilië | Série A               | 9          | 1          | 0     | 0     | 0              | 0              | 9      | 1      |
| 2017    | → Sport Club do Recife | Vlag van Brazilië | Série A               | 2          | 0          | 0     | 0     | 1              | 0              | 3      | 0      |
| 2018    | → Chapecoense          | Vlag van Brazilië | Série A               | 34         | 11         | 0     | 0     | 0              | 0              | 34     | 11     |
| 2019    | Matsumoto Yamaga       | Vlag van Japan    | J1 League             | 12         | 2          | 2     | 0     | 0              | 0              | 14     | 2      |
| 2019    | → Sanfrecce Hiroshima  | Vlag van Japan    | J1 League             | 9          | 4          | 1     | 2     | 0              | 0              | 10     | 6      |
| 2020    | → Sanfrecce Hiroshima  | Vlag van Japan    | J1 League             | 26         | 15         | 1     | 1     | 0              | 0              | 27     | 16     |
| 2021    | Gamba Osaka            | Vlag van Japan    | J1 League             | 23         | 5          | 2     | 0     | 6              | 2              | 31     | 7      |
| TOTAAL  | TOTAAL                 | TOTAAL            | TOTAAL                | 203        | 61         | 6     | 3     | 13             | 2              | 224    | 66     |

## Erelijst
| Kampioen België | 1x | 2015/16 |